# Il male dentro
Il male dentro (The Beast Within) è un film del 2024 diretto da Alexander J. Farrell.

## Trama
La piccola Willow ha dieci anni, soffre d'asma e cresce isolata nello Yorkshire, dato che i genitori Noah ed Imogen la tengono lontana dal resto del mondo, segregata nella tenuta di famiglia. Oltre ai genitori, Willow vede solo il nonno materno Waylon che, pur essendo un nonno amorevole, era stato un marito violento nei confronti della madre di Imogen. 
Willow osserva il comportamento sempre più insolito del padre, che ricompare stranito e sporco dalla foresta. Una notte il nonno, che accusa il genero di essere un mostro, tenta invano di portare la bambina via di casa e, in un'altra occasione, è la madre ad allontanarsi con lei in macchina prima di decidere di tornare a casa, dove sono accolte da Noah, paranoico all'idea di essere abbandonato. Una notte Willow vede il padre trasformarsi in un mostro e l'indomani Noah le racconta che anche suo nonno William si trasformava in un lupo mannaro e, in una di queste occasioni, aveva sbranato la moglie, per poi suicidarsi. 
L'atteggiamento lupesco di Noah però non si limita ai soli fenomeni di licantropia e l'uomo diventa sempre più irascibile e violento. Trasformatosi in un lupo mannaro, Noah comincia a dare la caccia alla moglie e alla figlia e solo il sacrificio di Waylon dà loro il tempo di fuggire nei boschi. Qui vengono raggiunte da Noah, che colpisce Imogen; per impedirgli di fare ancora del male alla madre, Willow gli dà fuoco, uccidendolo.
La mattina dopo madre e figlia si preparano a lasciare la tenuta. Willow, una bambina con una fervida immaginazione e una lettrice di Zanna Bianca, si rende conto che il padre non è mai stato un licantropo, ma che il lupo mannaro era una creazione della sua mente per separare la figura dell'amato genitore da quella di Noah, il marito violento.

## Produzione
Il film è stato girato nel West Yorkshire, nei pressi di Harewood House, nell'estate 2023.

## Promozione
Il primo trailer è stato diffuso il 18 giugno 2024.

## Distribuzione
Il film è stato presentato in anteprima mondiale il 22 luglio 2024 al Fantasia International Film Festival, prima di essere distribuito nelle sale australiane e statunitensi il 26 luglio seguente.
In Italia è arrivato direttamente sulla piattaforma Apple TV+ il 23 dicembre 2024.

## Accoglienza
Il film è stato accolto tiepidamente dalla critica. L'aggregatore di recensioni Rotten Tomatoes riporta il 67% di recensioni positive.